# Siège de Kōriyama
Le siège de Kōriyama (吉田郡山城の戦い) se tient de 1540 à 1541 à Yoshida (aujourd'hui Akitakata) dans la province d'Aki du Japon, au cours de la période Sengoku. À la tête de 30 000 hommes, Amago Haruhisa attaque le château de Yoshida-Kōriyama appartenant à Mōri Motonari et défendu par 8 000 hommes. Quand le clan Ōuchi envoie une armée pour soulager le siège, Amago est contraint de lever le camp.